# Петренко, Владимир Васильевич (фигурист)
Владимир Васильевич Петренко (род. 1971, Одесса, Украинская ССР, СССР) — советский фигурист, чемпион мира по фигурному катанию среди юниоров 1986 года в одиночном катании. Мастер спорта СССР международного класса. Младший брат Виктора Петренко.

## Биография
Вслед за старшим братом стал тренироваться у Галины Змиевской.
Стал чемпионом мира по фигурному катанию среди юниоров 1986 года в одиночном катании. На чемпионате мира среди взрослых в 1988 году занял 10 место. Из-за травмы спины рано закончил спортивную карьеру.
Работает тренером по фигурному катанию в США (Международный центр в Симсбури, Коннектикут). У него есть двое сыновей.

## Результаты
| Соревнования/Сезоны              | 1981—1982 | 1982—1983 | 1983—1984 | 1984—1985 | 1985—1986 | 1986—1987 | 1987—1988 | 1988—1989 | 1989—1990 | 1990—1991 |
| -------------------------------- | --------- | --------- | --------- | --------- | --------- | --------- | --------- | --------- | --------- | --------- |
| Чемпионаты мира                  |           |           |           |           |           |           | 10        |           |           |           |
| Чемпионаты мира среди юниоров    | 11        | 10        | 5         | 2         | 1         |           |           |           |           |           |
| Чемпионаты СССР                  |           |           |           |           |           | 4         | 4         |           |           |           |
| Универсиады                      |           |           |           |           |           |           |           | 3         |           |           |
| Nebelhorn Trophy                 |           |           |           |           |           |           |           |           | 3         | 3         |
| Skate America                    |           |           |           |           |           |           | 5         |           |           |           |
| Skate Electric UK International  |           |           |           |           |           |           |           | 3         |           |           |
| Fujifilm Trophy                  |           |           |           |           |           | 2         |           |           |           |           |
| Приз газеты «Московские новости» |           |           |           |           | 3         | 3         | 1         |           |           |           |